# أكاديمية الفنون الجميلة بقطنصار
أكاديمية الفنون الجميلة بقطنصار (بالإيطالية: Accademia di Belle Arti di Catanzaro) هي أكاديمية للفنون الجميلة تقع في قطنصار، إيطاليا. تأسست عام 1972.